# 왕잔대
왕잔대(Adenophora tyosenensis)는 전북특별자치도 덕유산, 함경남도 부전 고원의 산지에 나는 여러해살이풀이다. 높이는 1m이다. 잎은 5장씩 윤생하며 윗부분은 어긋난다. 피침형이나 긴 타원형이다. 길이 8cm, 폭 3cm, 끝이 길게 뾰족하고, 가장자리에 깊은 톱니가 있으며, 표면에는 비듬 같은 털이 다소 밀생한다. 뒷면 맥에 긴 흰털이 산재, 밑은 좁아져서 잎자루가 거의 없다. 꽃은 보라색이며 줄기 끝에 총상꽃차례로 달리고, 화서축과 꽃자루에 흰털이 밀생한다. 꽃받침의 갈래는 피침형, 화관은 길이 15mm, 갈래 끝이 뾰족하고, 암술대는 화관 밖으로 길게 나오며, 윗부분이 굵고, 짧은 털이 있다. 잔대보다 전체가 크고, 잎에 결각상의 톱니가 있고 뿌리는 식용한다.